# Cuissai
Cuissai – miejscowość i gmina we Francji, w regionie Normandia, w departamencie Orne.
Według danych na rok 1990 gminę zamieszkiwało 330 osób, a gęstość zaludnienia wynosiła 38 osób/km² (wśród 1815 gmin Dolnej Normandii Cuissai plasuje się na 568. miejscu pod względem liczby ludności, natomiast pod względem powierzchni na miejscu 595.).